# Mendibil (Vitoria)
Mendibil es un despoblado que actualmente forma parte del concejo de Mendoza, que está situado en el municipio de Vitoria, en la provincia de Álava, País Vasco (España).

## Toponimia
A lo largo de los siglos ha sido conocido con los nombres de Mendeivil, Mendeuil, Mendibel y Mendihil.

## Localización
Estaba situado en la parte superior del concejo de Mendoza, alrededor de la Iglesia de San Esteban.

## Historia
Documentado desde 1025 (Reja de San Millán), a principios del siglo XIV fue absorbido por el concejo de Mendoza.